# مبدل
تَرارِسان،  مُبدّل یا تِرَنسدیوسِر (به انگلیسی: Transducer) چیزی است که انرژی را از نوعی به نوع دیگر تبدیل می‌کند. انواع انرژی شامل: الکتریکی، مکانیکی، الکترومغناطیسی (از جمله نور)، شیمیایی، صوتی یا گرمایی است. واژهٔ مبدل برای حس‌گرها یا تبدیل‌کننده‌های انرژی استفاده می‌شود.
یک حس‌گر (Sensor) برای تشخیص یک کمیّت فیزیکی و تبدیل آن به سیگنال الکتریکی استفاده می‌شود. برای مثال یک حس‌گر فشار، فشار (حالتی از انرژی مکانیکی) را تشخیص می‌دهد و به سیگنال الکتریکی تبدیل می‌کند.
انرژی را از یک مُحرک (Actuator) می‌گیرد و عکس‌العمل نشان می‌دهد. انرژی که از محرک داده می‌شود می‌تواند الکتریکی یا مکانیکی (پنوماتیک، هیدرولیک و...) باشد. موتور الکتریکی و بلندگو هر دو مبدل هستند، و تبدیل انرژی الکتریکی به حرکتی را با اهدافی متفاوت انجام می‌دهند.

## کاربرد
- الکترومغناطیس:

از مبدل‌ها در سیستم‌های ارتباط الکترونیکی برای تبدیل سیگنال اشکال مختلف فیزیکی به سیگنال‌های الکترونیکی استفاده می‌شود.

  - آنتن - امواج الکترومغناطیس منتشر شده رابه سیگنال الکتریکی تبدیل می‌کند.
  - کارتریج مغناطیسی - تبدیل حرکات نسبی فیزیکی به سیگنال الکتریکی.
  - هد نوار ضبط صوت، هد ضبط و پخش دیسک
  - حس‌گر اثر هال - تبدیل سطح میدان مغناطیسی به سیگنال الکتریکی.
- الکتروشیمیایی:
  - میله‌های پی‌اچ
  - سلول سوخت الکتروشیمیایی
  - حس‌گر هیدروژن
- الکترومکانیکی:
  - برق کافت پلیمر
  - گالوانومتر
  - سامانه میکرو الکترومکانیکی
  - موتور الکتریکی، موتورهای خطی
  - ترانسفورماتور
  - ژنراتور لرزشی
  - پتانسیومتر (وقتی در تعیین موقعیت به کار رود).
  - ترانس دیفرانسیل متغیر خطی یا ترانس دیفرانسیل متغیر چرخان
  - لود سل تبدیل نیرو به ولتاژ الکتریکی با استفاده از کرنش‌سنج
  - شتاب‌سنج
  - کرنش‌سنج
  - پتانسیومتر رشته‌ای
  - حس‌گر جریان باد
  - حس‌گر لمسی
- برق شنفتار شناسی:
  - بلندگو، هدفون - تبدیل سیگنال الکتریکی به صدا (سیگنال تقویت شده ← میدان مغناطیسی ← حرکت ← فشار هوا)
  - میکروفن - تبدیل صدا به سیگنال الکتریکی (فشار هوا ← حرکت سیم پیچ ← میدان مغناطیسی ← سیگنال الکتریکی)
  - پیکاپ (موسیقی) - تبدیل حرکت رشته‌های فلز به سیگنال الکتریکی (مغناطیس ← سیگنال الکتریکی)
  - مبدل لامسه تبدیل سیگنال الکتریکی به لرزش
  - پیزوالکتریسیته - تبدیل تغییر حالت بلور حالت جامد به سیگنال الکتریکی
  - زمین آوا نگار - تبدیل حرکتی در زمین به ولتاژ
  - بازوی گرامافون
  - آب آوا سنج - تبدیل تغییرات در فشار آب به سیگنال الکتریکی
  - سونار (فشار آ ب ← حرکت سیم پیچ ← میدان مغناطیسی ← سیگنال الکتریکی)
  - حس‌گر فراصوت، انتقال امواج فراصوت
- اثر فوتوالکتریک (نوری برقی):
  - لامپ فلورسنت - تبدیل توان الکتریکی به نور ناهمدوس
  - لامپ رشته‌ای - تبدیل توان الکتریکی به نور ناهمدوس
  - ال‌ئی‌دی تبدیل توان الکتریکی به نور ناهمدوس
  - لیزر دیودی تبدیل توان الکتریکی به نور همدوس
  - فوتودیود، مقاومت نوری، ترانزیستور نوری، تکثیرکننده نور - تبدیل تغییر سطح نور به سیگنال الکتریکی
  - حس‌گر نور یا مقاومت نوری یا LDR - تبدیل تغییر سطح نور به سیگنال الکتریکی
  - لامپ پرتو کاتدی - تبدیل سیگنال الکتریکی به سیگنال مشاهده پذیر
- الکترواستاتیک:
  - تانش سنج
- ترموالکتریک (گرما برقی):
  - آشکارساز دمای مقاومت - تبدیل دما به سیگنال مقاومت الکتریکی
  - ترموکوپل (دما جفت) - تبدیل دمای نسبی پیوند فلزی به ولتاژ الکتریکی
  - خنک‌کنندهٔ پلتیه
  - ترمیستور (دما یاب)
- رادیو آکوستیک:
  - لوله گایگر-مولر - تبدیل تابش یونیزاسیون به سیگنال پالس الکتریکی
  - گیرندهٔ رادیو
  - فرستنده